# Refugees of the Heart
Albums de Steve Winwood
Roll With It
(1988) Junction Seven
(1997)
Singles
1. One and Only Man
Sortie : 29 octobre 1990
2. Another Deal Goes Down
Sortie : 1991
3. I Will Be There
Sortie : Avril 1991

Refugees of the Heart est le sixième album solo de Steve Winwood. Il est paru le 6 novembre 1990 sur le label Virgin Records et est produit par Steve Winwood.

## Historique
Cet album fut enregistré aux Netherturkdonic Studios en Angleterre et aux Emerald Sound studios de Nashville aux États-Unis. Il contient le single One and Only Man qui se classa à la 18e place du Billboard Hot 100 américain. On remarque le retour de Jim Capaldi, ancien complice de Winwwod au sein de Traffic. Les deux musiciens reformeront le groupe en 1994.
Cet album se classa à la 27e place du Billboard 200  et à la 26e place des charts britanniques.

## Liste des chansons
Toutes les chansons sont écrites et composées par Steve Winwood et Will Jennings, sauf indication contraire.
| No | Titre                    | Auteur                     | Durée |
| -- | ------------------------ | -------------------------- | ----- |
| 1. | You'll Keep On Searching |                            | 6:15  |
| 2. | Every Day (Oh Lord)      |                            | 5:44  |
| 3. | One and Only Man         | Steve Winwood, Jim Capaldi | 4:56  |
| 4. | I Will Be There          |                            | 5:50  |
| 5. | Another Deal goes Down   |                            | 4:55  |
| 6. | Running On               |                            | 4:15  |
| 7. | Come Out and Dance       |                            | 5:30  |
| 8. | In the Light of day      |                            | 9:35  |

## Musiciens
- Steve Winwood: chant, claviers, guitare, percussions, batterie (8)
- Jim Capaldi: batterie, percussions (2,3,7)
- Russ Kunkel: batterie, percussions (1,4, 5)
- Michael Rhodes: basse (1,2,4,5,6,7)
- Bashiri Johnson: percussions (1,2,4,5,6,7,8)
- Anthony Crawford: guitare (1)
- Larry Byrom: guitare (2,4,6,7), guitare slide (5)
- Randall Bramlett: saxophone (1,7,8)
- Jim Horn: saxophone alto (4), saxophone bariton et tenor (7)
- Harvey Thompson: saxophone (7)
- Michael Haynes: trompette (7)
- Mike Lawler: claviers (1,4)

## Charts et certifications

### Album
Charts
| Pays                          | Durée du classement | Meilleur classement | Date             |
| ----------------------------- | ------------------- | ------------------- | ---------------- |
| Allemagne (GfK Entertainment) | 17 semaines         | 25e                 | 3 décembre 1990  |
| Australie (ARIA Charts)       | 3 semaines          | 45e                 | 17 mars 1991     |
| Canada (RPM)                  | 27 semaines         | 23e                 | 15 décembre 1990 |
| États-Unis (Billboard 200)    | 20 semaines         | 27e                 | 8 décembre 1990  |
| Pays-Bas (MegaCharts)         | 6 semaines          | 58e                 | 15 décembre 1990 |
| Royaume-Uni (UK Albums Chart) | 3 semaines          | 26e                 | 11 novembre 1990 |
| Suède (Sverigetopplistan)     | 5 semaines          | 19e                 | 5 décembre 1990  |
| Suisse (Schweizer Hitparade)  | 7 semaines          | 27e                 | 2 décembre 1990  |

Certifications
| Pays       | Certification | Ventes    | Date             |
| ---------- | ------------- | --------- | ---------------- |
| Canada     | Or            | 50 000 +  | 12 juin 1991     |
| États-Unis | Or            | 500 000 + | 17 décembre 1990 |

### Singles
| Single                 | Chart                    | Durée du classement | Position | Date             |
| ---------------------- | ------------------------ | ------------------- | -------- | ---------------- |
| One and Only Man       | (Hot 100)                | 15 semaines         | 18e      | 22 décembre 1990 |
| One and Only Man       | (Mainstream Rock Tracks) | 14 semaines         | 1er      | 24 novembre 1990 |
| One and Only Man       | (Adult Contemporary)     | 17 semaines         | 9e       | 5 janvier 1991   |
| One and Only Man       | (Radio Songs)            | 13 semaines         | 30e      | 22 décembre 1990 |
| One and Only Man       | (Single Top 100)         | 8 semaines          | 70e      | 28 janvier 1991  |
| One and Only Man       | (RPM Top Singles)        | 17 semaines         | 3e       | 12 janvier 1991  |
| One and Only Man       | (Single Top 100)         | 6 semaines          | 50e      | 12 janvier 1991  |
| One and Only Man       | (UK Singles Chart)       | 1 semaine           | 87e      | 10 novembre 1990 |
| Another Deal Goes Down | (Mainstream Rock Tracks) | 11 semaines         | 10e      | 6 février 1991   |
| I Will Be Here         | (Adult Contemporary)     | 6 semaines          | 40e      | 9 mars 1991      |
| I Will Be Here         | (RPM Top Singles)        | 3 semaines          | 76e      | 12 janvier 1991  |